# Liste des as austro-hongrois de la Première Guerre mondiale

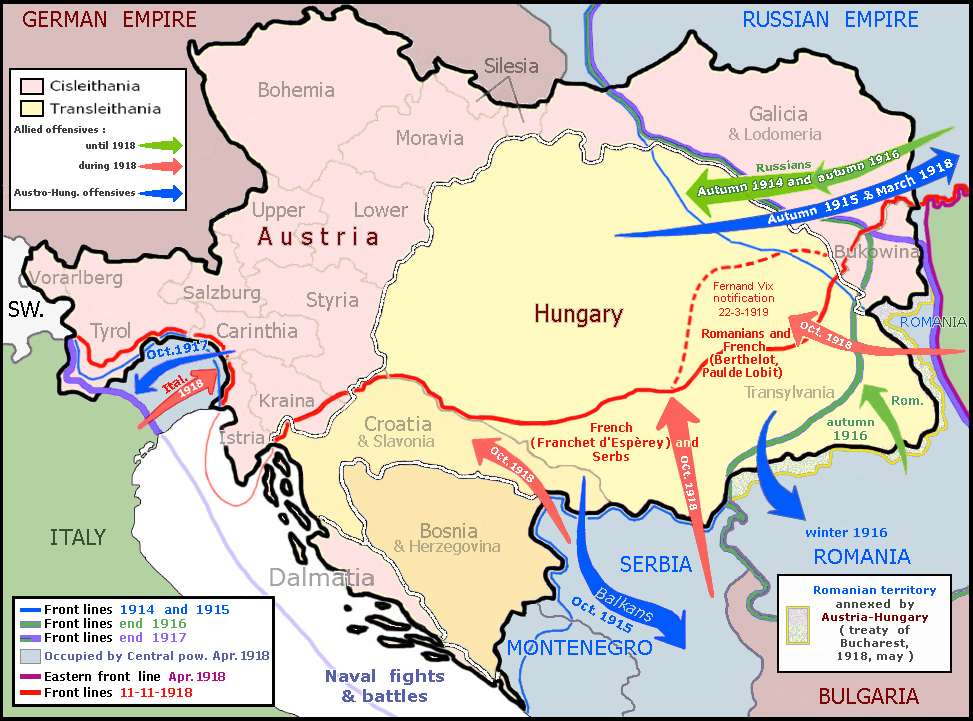
L'Autriche-Hongrie dans la Première Guerre mondiale.

Cette liste des as austro-hongrois de la Première Guerre mondiale  contient les noms d'aviateurs originaires des pays gouvernés par la dynastie des Habsbourg ayant combattu lors de la Première Guerre mondiale et ayant obtenu le statut d'as selon les règles en vigueur dans l'armée austro-hongroise.
L'Autriche-Hongrie forme une union réelle de l'Empire autrichien (Cisleithanie) et du royaume de Hongrie (Transleithanie) qui existe de 1867 à 1918, date à laquelle elle s'effondre à la suite de sa défaite lors de la Première Guerre mondiale. Bien que les pilotes servant dans l'aviation austro-hongroise devaient théoriquement leur allégeance militaire à l'Empire dans son ensemble, ils provenaient de divers groupes ethniques auxquels ils sont restés attachés malgré la politique de magyarisation du régime. L'éclatement de l'Empire austro-hongrois après la Première Guerre mondiale a vu la formation de nations indépendantes à partir de certains de ces groupes ethniques, qui se partagent aujourd'hui la mémoire des pilotes cités ci-dessous. La disparition du pays que ces pilotes ont servi pose des difficultés pour la connaissance de leurs biographies, qui restent bien moins détaillées que celles de leurs équivalents dans d'autres pays. Les dates de décès de beaucoup d'entre eux sont inconnues, tout comme leurs vies après la fin de la Première Guerre mondiale (comme dans le cas de Franz Wognar (en)).

## Normes des victoires aériennes
En Autriche-Hongrie, chaque membre d'équipage contribuant de manière significative à la défaite d'un avion ennemi est crédité d'une victoire complète, même si l'appareil en question n'est pas détruit mais seulement contraint d'atterrir. Toutes les victoires comptent de la même manière, que l'aviateur les remporte en tant que pilote de chasse, pilote de reconnaissance ou observateur/tireur aérien.
Pendant six à huit mois, au début de l'année 1918, les règles sont renforcées pour n'autoriser qu'une seule victoire vérifiée par revendication de combat, même si plusieurs pilotes ont contribué à vaincre un avion ennemi. Cette restriction est ensuite révoquée et l'ancienne règle des victoires partagées est rétablie. Cette courte période a eu une influence sur le nombre de victoires obtenues par les pilotes combattant à ce moment et qui auraient eu un tableau de chasse plus fourni si les anciennes règles n'avaient pas été modifiées. C'est à cause de ces changements de règles qu'Alois Rodlauer (en) (1897-1975), ne fut reconnu comme as qu'en 1983 lorsque des historiens de l'aviation réexaminèrent ses rapports, incluant trois victoires partagées qui auraient pu lui être créditées si elles avaient été remportées en dehors de cette période de durcissement des règles.

## Liste par nombre de victoires
Comme dans l'ouvrage de Martin O'Connor, les noms des pilotes sont le plus souvent donné selon leur variante germanophone. Les variantes dans d'autres langues ou les éventuelles titres de noblesses sont indiqués comme des « alias ».
| Nom du pilote                                                                        | Victoires | Lieu de naissance                                           | État d'origine                                         | Remarques |
| Godwin Brumowski                                                                     | 35        | Wadowice                                                    | Royaume de Galicie et de Lodomérie (actuelle Pologne)  | As austro-hongrois le plus performant de la guerre, |
| Julius Arigi                                                                         | 32        | Děčín                                                       | Royaume de Bohême (actuelle Tchéquie)                  | As le plus performant de l'actuelle République tchèque, |
| Benno Fiala von Fernbrugg                                                            | 28        | Vienne                                                      | Basse-Autriche (actuelle Autriche)                     | As le plus performant de l'actuelle Autriche,. |
| Frank Linke-Crawford†                                                                | 27        | Cracovie                                                    | Royaume de Galicie et de Lodomérie (actuelle Pologne), | Tué le 30 juin 1918 |
| József Kiss†                                                                         | 19        | Pozsony (actuelle Bratislava en Slovaquie)                  | Royaume de Hongrie (actuelle Slovaquie)                | As le plus performant né dans l'actuelle Slovaquie,. Tué le 24 mai 1918. |
| Franz Gräser (en) ou Gräser Ferenc†                                                  | 18        | Nyírmada                                                    | Royaume de Hongrie (actuelle Hongrie),                 | Tué le 17 mai 1918 |
| Eugen Bönsch                                                                         | 16        | Velká Úpa (cs)                                              | Royaume de Bohême (actuelle République tchèque),       | |
| Stefan Fejes ou Fejes István                                                         | 16        | Győr                                                        | Royaume de Hongrie (actuelle Hongrie),                 | |
| Ernst Strohschneider (en)†                                                           | 15        | Ústí nad Labem                                              | Royaume de Bohême (actuelle République tchèque),       | Tué le 21 mars 1918 |
| Adolf Heyrowsky                                                                      | 12        | Murau                                                       | Duché de Styrie (actuelle Autriche),                   | |
| Kurt Gruber (en)                                                                     | 11        | Linz                                                        | Basse-Autriche (actuelle Autriche),                    | |
| Franz Rudorfer                                                                       | 11        | Vienne                                                      | Basse-Autriche (actuelle Autriche),                    | |
| Miroslav Navratil (en)                                                               | 10        | Sarajevo                                                    | Actuelle Bosnie-Herzégovine                            | Seul as né dans l'actuelle Bosnie-Herzégovine. Ethiquement croate,, Navratil fut exécuté en Yougoslavie en 1947 pour crimes de guerre commis comme Oustachi au cours de la Seconde Guerre mondiale. |
| Raoul Stojsavljević (en)                                                             | 10        | Innsbruck                                                   | Tyrol (actuelle Autriche),                             | |
| Gottfried Freiherr von Banfield                                                      | 9         | Neuherzog                                                   | Dalmatie (actuel Monténégro)                           | Seul as né dans l'actuel Monténégro,. |
| Otto Jindra (en)                                                                     | 9         | Chlumec nad Cidlinou                                        | Royaume de Bohême (actuelle République tchèque),       | |
| Georg Kenzian (en) ou Georg Kenzian von Kenzianshausen                               | 9         | Linz                                                        | Basse-Autriche (actuelle Autriche),                    | |
| Károly Kaszala (en) ou Kaszala Károly                                                | 8         | Nyitra                                                      | Royaume de Hongrie (actuelle Slovaquie),               | |
| Heinrich Kostrba (en)                                                                | 8         | Prague                                                      | Royaume de Bohême (actuelle Tchéquie),                 | |
| Alexander von Tahy alias Tahy Sándor†                                                | 8         | Nyíregyháza                                                 | Royaume de Hongrie (actuelle Hongrie),                 | Tué dans un accident le 7 mars 1918 |
| Ferdinand Udvardy (en) ou Udvardy Ferdinánd                                          | 8         | Pozsony (actuelle Bratislava)                               | Royaume de Hongrie (actuelle Slovaquie),               | |
| Josef Friedrich (en)                                                                 | 7         | Cvikov                                                      | Royaume de Bohême (actuelle Tchéquie),                 | |
| Ludwig Hautzmayer                                                                    | 7         | Fürstenfeld                                                 | Duché de Styrie (actuelle Autriche),                   | |
| Otto Jäger (en)†                                                                     | 7         | Asch                                                        | Royaume de Bohême (actuelle Tchéquie),                 | Ethniquement autrichien, il fut tué le 19 août 1917 |
| Josef von Maier (en) ou József von Maier                                             | 7         | Pozsony (actuelle Bratislava en Slovaquie)                  | Royaume de Hongrie (actuelle Slovaquie),               | |
| Johann Risztics (en) ou Risztics János                                               | 7         | Budapest                                                    | Royaume de Hongrie (actuelle Hongrie),                 | |
| Andreas Dombrowski (en)                                                              | 6         | Mährisch-Ostrau                                             | Duché de Moravie (actuelle Tchéquie),                  | |
| Johann Frint (en) alias Frint János†                                                 | 6         | Budapest                                                    | Royaume de Hongrie (actuelle Hongrie),                 | Tué le 25 février 1918 |
| Alexander Kasza (en) ou Kasza Sándor†                                                | 6         | Bácskosuthfalva (actuelle Stara Moravica en Voïvodine)      | Royaume de Hongrie (actuelle Serbie),                  | Tué en février 1945 par une bombe soviétique tombée sur sa maison, dans les faubourgs de Budapest.                                                                                                  |
| Karel Nikić (en)                                                                     | 6         | Gross-Czakowitz (actuellement Čakovice, quartier de Prague) | Royaume de Bohême (actuelle République tchèque),       | |
| Franz Peter (en)                                                                     | 6         | Vienne                                                      | Basse-Autriche (actuelle Autriche),                    | |
| Josef Pürer (en)†                                                                    | 6         | Brno ou Schönau                                             | Duché de Moravie (actuelle République tchèque),        | Ethniquement autrichien, tué le 31 août 1918 par l'as britannique Sidney Cottle (en) |
| Roman Schmidt (en)                                                                   | 6         | Varaždin                                                    | Royaume de Croatie (actuelle Croatie),                 | Seul as né dans l'actuelle Croatie, |
| Rudolf Weber (en)†                                                                   | 6         | Schäßburg                                                   | Transylvanie austro-hongroise (actuelle Roumanie),     | Tué après la fin de la guerre sur un malentendu par un milicien hongrois, alors qu'il rentrait chez lui dans une voiture réquisitionnée.                                                            |
| Julius Busa (en) ou Busa Gyula†                                                      | 5         | Budapest                                                    | Royaume de Hongrie (actuelle Hongrie),                 | Tué le 13 mai 1917 |
| Friedrich Hefty (en) (ou Hefty Frigyes)                                              | 5         | Pozsony (actuelle Bratislava)                               | Royaume de Hongrie (actuelle Slovaquie),               | |
| Julius Kowalczik (en)                                                                | 5         | Mährich Ostrau                                              | Silésie (actuelle République tchèque),                 | |
| Franz Lahner (en)                                                                    | 5         | Bad Goisern                                                 | Basse-Autriche (actuelle Autriche),                    | |
| Friedrich Lang (en)                                                                  | 5         |                                                             | Autriche,                                              | |
| Johann Lasi (en) ou Lasi János                                                       | 5         | Katy (actuellement Kać)                                     | Royaume de Hongrie (actuelle Serbie)                   | D'ethnie croate, Lasi est le seul as originaire de l'actuelle Serbie,. |
| Béla Macourek ou Macourek Béla                                                       | 5         | Pozsony (actuelle Bratislava)                               | Royaume de Hongrie (actuelle République tchèque),      | |
| Kurt Nachod (en)†                                                                    | 5         | Brno                                                        | Duché de Moravie (actuelle République tchèque),        | Tué le 11 mai 1918 |
| Augustin Novák (en)                                                                  | 5         | Botenwald                                                   | Duché de Moravie (actuelle République tchèque),        | |
| Karl Patzelt (en)†                                                                   | 5         | Craiova en Roumanie                                         | Royaume de Bohême (actuelle République tchèque),       | Ethniquement autrichien, il fut tué le 4 mai 1918 |
| Alois Rodlauer (en)                                                                  | 5         | Urfahr-Umgebung                                             | Basse-Autriche (actuelle Autriche),                    | |
| Rudolf Szepessy-Sokoll (en) (ou Szepessy-Sokol Rudolf Freiherr von Negyes és Reno) † | 5         |                                                             | Royaume de Hongrie (actuelle Hongrie),                 | Tué le 6 novembre 1917 |
| Karl Teichmann (en)                                                                  | 5         | Hrabišín                                                    | Duché de Moravie (actuelle Tchéquie),                  | |
| Karl Urban (en)†                                                                     | 5         | Graz                                                        | Duché de Styrie (actuelle Autriche),                   | Tué le 12 juin 1918 |
| Franz Wognar (en)                                                                    | 5         | Nagyszombat (actuelle Trnava)                               | Royaume de Hongrie (actuelle Slovaquie),               | Militaire allemand tué à Odessa en 1943. |